# Ель-Урбан
Ель-Урбан — це місто на північному заході Лівії, у районі Ель-Джабал-ель-Ґарбі. До 2007 року його було віднесено до району Гар'ян. Знаходиться близько до столиці району, Гар'яну, і приблизно в 87 кілометрах на південь від столиці країни, Триполі.